# HD 33579
HD 33579 — белый или жёлтый гипергигант и одна из ярчайших звёзд в Большом Магеллановом Облаке. Есть предположение, что это переменная звезда.
HD 33579 находится в части диаграмма Герцшпрунга — Рассела, известной как жёлтая эволюционная пустота, потому что звёзды с такой комбинацией светимости и температуры очень нестабильны. Они либо расширяются, чтобы стать холоднее, либо сбрасывают свои внешние слои чтобы стать горячее. Однако HD 33579 относительно стабильна, а её состояние почти не изменяется. Это означает, что HD 33579 имеет более высокую массу чем большинство звёзд с примерно такой же температурой и светимостью.
HD 33579 относится к очень редкому типу звёзд, которые эволюционируют через жёлтую эволюционную пустоту в первый раз, превращаясь из голубого гипергиганта в красный гипергигант. Это означает, что звезду часто описывают как жёлтый гипергигант, хотя спектральный класс A3 позволяет описать её как белый гипергигант.
Хотя HD 33579 не каталогизирована в Общий каталог переменных звёзд, анализ фотометрии, проведённый Hipparcos, подтверждает небольшие изменения яркости, о которых сообщалось в более ранних исследованиях. Периоды в 620 дней и 105 дней были обнаружены, плюс ещё более короткие возможные периоды. Полная амплитуда составляет всего около 0,1 звёздной величины. Статистический анализ фотометрии, проведённый Hipparcos, показал возможный период в 27 дней.